# Balachiwka
Balachiwka (ukrainisch Балахівка; russisch Балаховка Balachowka) ist eine Siedlung städtischen Typs in der Ukraine im Osten der Oblast Kirowohrad mit 780 Einwohnern (2019).

## Geographie
Die Siedlung befindet sich nahe dem Ufer des Inhulez, einem Nebenfluss des Dnepr, 94 km östlich der Oblasthauptstadt Kropywnyzkyj und 28 km südlich vom nächsten Bahnhof in Oleksandrija.
Die Nachbargemeinde Nowyj Starodub liegt 6 km nördlich und das Dorf Tschetschelijiwka im Süden der Ortschaft.
Das ehemalige Rajonzentrum Petrowe befindet sich 18 km südlich von Balachiwka.
Am 12. Juni 2020 wurde die Siedlung ein Teil der neugegründeten Siedlungsgemeinde Petrowe, bis dahin bildete sie die gleichnamige Siedlungsratsgemeinde Balachiwka (Балахівська селищна рада/Balachiwska selyschtschna rada) im Norden des Rajons Petrowe.
Am 17. Juli 2020 kam es im Zuge einer großen Rajonsreform zum Anschluss des Rajonsgebietes an den Rajon Oleksandrija.

## Geschichte
Balachiwka wurde 1957 gegründet. Aufgrund der Braunkohlevorkommen, die an der Stelle des Ortes gefunden wurden, entschied der Rat der Minister am 9. Mai 1955, dass die Braunkohle im Tagebau abgebaut werden solle und hierzu das Dorf Balachiwka als Arbeitersiedlung zu gründen sei. Die meisten der neuen Dorfbewohner waren ehemalige Bewohner der benachbarten Dörfer und Vertriebene aus den verschiedenen Regionen der ehemaligen Sowjetunion. Seit 1968 hat die Ortschaft den Status einer Siedlung städtischen Typs.

## Bevölkerungsentwicklung
| 1970  | 1979  | 1989  | 2001 | 2013 | 2019 |
| ----- | ----- | ----- | ---- | ---- | ---- |
| 1.499 | 1.433 | 1.262 | 983  | 804  | 782  |

Quelle: 1959–2001, 2019;
2013